# 杉山舜
杉山 舜（すぎやま しゅん、1993年3月20日-）は、静岡県出身の俳優、タレントである。
身長172cm、血液型A型。
A-Lightに所属、以前はスターダストプロモーションに所属していた。

## 作品

### DVD
- 僕はこの丘で君を愛したい…2006年11月24日　　主演（小野悟　役）
- 死刑ドットネットターン・ゼロ…2011年5月3日
- そらみ〜未来からの願い〜…2012年2月　　（翔　役）

## 出演

### TV・ドラマ
- 新撰組peacemaker　　2010年
- フジテレビ「ノンストップ」　　2012年

### 映画
- 僕はこの丘で君を愛したい…2006年6月10日　　主演（小野悟　役）
- そらみ〜未来からの願い〜…2012年2月12日　　（翔　役）

### バラエティ
- 天才!志村どうぶつ園〜パン君と野球編〜　2005年5月

### 舞台
- ふしぎ遊戯〜青龍編〜…2012年4月
- 「覇権DO!」　BIZARRE公演2012年7月
- ミュージカル「CHANCE」　2012年10月31日〜11月4日　新宿サンモールスタジオ）
- ボーイズ☆ファイト（2013年1月18日-21日　シアターモリエール）
- HIDEYOSHI  (2013年4月9日〜14日　山王FOREST）
- 幹事の器　（2013年9月25日〜29日　　ワーサルシアター）
- 呪解伝（じゅかいでん）　（2013年10月11日〜13日　明石スタジオ）

### イベント
- 東京ゲームショウ2011（XBOX)ダンスショー
- 第15回「沖直美のいい男祭り」　2012年6月2日

### LIVE
BEZARRE　
- Starberry Jam Festa in レインボータウンFM VOL.1

　　渋谷DUO -Music Exchange- （2011年9月8日）
- BEZARRE学園 （2011年9月27日）
- ザッツエンターテイメント （2013年3月9日　渋谷ブエノス）

### ネット配信
- H=and Project Colorful Smiles　（2011年9月27日）
- 秋葉原なう！　　2012年8月15日

### 雑誌
- デ☆ビュー　（2005年）
- Audition　　（2005年）
- JUNON　　（2006年）
- ニコラ　　（2007年）